# Mollasüleyman, Eleşkirt
Mollasüleyman là một xã thuộc huyện Eleşkirt, tỉnh Ağrı, Thổ Nhĩ Kỳ. Dân số thời điểm năm 2011 là 1.04 người.